# Liste der Monuments historiques in Saint-Prix (Allier)
Die Liste der Monuments historiques in Saint-Prix (Allier) führt die Monuments historiques in der französischen Gemeinde Saint-Prix auf.

## Liste der Bauwerke
| Bezeichnung          | Beschreibung | Standort | Kennzeichnung | Schutzstatus   | Datum     | Bild           |
| -------------------- | ------------ | -------- | ------------- | -------------- | --------- | -------------- |
| Château de La Palice | Schloss      | (Lage)   | PA00093132    | Inscrit Classé | 1998 1999 | weitere Bilder |